# Герда ван дер Каде-Каудейс
Герда Йоганна Марі ван дер Каде-Каудейс (нід. Gerda Johanna Marie van der Kade-Koudijs; нар. 4 березня 1922 — пом. 3 квітня 2012) — нідерландська легкоатлетка, яка спеціалізувалася в бігу на короткі дистанції, бігу з бар'єрами та стрибках у довжину.

## Із життєпису
Олімпійська чемпіонка в естафеті 4×100 метрів (1948).
На Олімпіаді-1948 брала участь також у стрибках у довжину (4-е місце; до бронзової медалі не вистачило лише 0,5 см) та у бігу на 80 метрів з бар'єрами (зупинилась на півфінальній стадії).
Дворазова чемпіонка Європи у стрибках у довжину та в естафеті 4×100 метрів (1946).
Ексрекордсменка світу в естафетах 4×110 ярдів та 4×200 метрів.

## Основні міжнародні виступи
| Рік  | Змагання         | Місто    | Місце | Дисципліна |
| ---- | ---------------- | -------- | ----- | ---------- |
| 1946 | Чемпіонат Європи | Осло     | 6     | 100 м      |
| 1946 | 2забDQ           | 80 м з/б |       |            |
| 1946 | 1                | довжина  |       |            |
| 1946 | 1                | 4×100 м  |       |            |
| 1948 | Олімпійські ігри | Лондон   | 2пф5  | 80 м з/б   |
| 1948 | 4                | довжина  |       |            |
| 1948 | 1                | 4×100 м  |       |            |